# Anna Torv
Anna Torv (ur. 7 czerwca 1979 w Melbourne) – australijska aktorka, która grała m.in. Olivię Dunham w serialu Fringe. 
W 2001 ukończyła szkołę aktorską National Institute of Dramatic Art (NIDA), uzyskując dyplom Performing Arts.

## Filmografia
| Rok       | Tytuł                  | Rola               | Uwagi            |
| --------- | ---------------------- | ------------------ | ---------------- |
| 2023      | The Last of Us         | Tess               | serial TV        |
| 2021      | Busz w ogniu           | Lally Robinson     | serial TV        |
| 2021      | The Newsreader         | Helen Norville     | serial TV        |
| 2017–2019 | Mindhunter             | dr Wendy Carr      | serial TV        |
| 2017      | Stephanie              | Mama               | film             |
| 2016–2019 | Secret City            | Harriet Dunkley    | serial Netfliksa |
| 2010      | Pacyfik                | Virginia Grey      | miniserial       |
| 2008–2013 | Fringe                 | Olivia Dunham      | serial TV        |
| 2007      | Mistresses             | Alex               | serial TV        |
| 2007      | Frankenstein           | ITU Nurse          | film             |
| 2007      | Heavenly Sword         | Nariko             | gra wideo        |
| 2006      | Księga objawienia      | Gertrude / Bridget | film             |
| 2004–2005 | W pogoni za szczęściem | Nikki Martel       | serial TV        |
| 2004      | Córki McLeoda          | Jasmine McLeod     | serial TV        |
| 2003      | Travelling Light       | Debra Fowler       | film             |
| 2002      | Młode lwy              | Irena Nedov        | serial TV        |
| 2002      | White Collar Blue      | Neighbour          | serial TV        |